# Mic Michaeli
Gunnar Mathias "Mic" Michaeli (narozený 11. listopadu 1962, Stockholm, Švédsko) je švédský hard rockový klávesista skupiny Europe. Jako většina členů Europe vyrůstal na předměstí Stockholmu Upplands Väsby. K Europe se připojil v roce 1984 během turné k albu Wings of Tomorrow kde na klávesách vystřídal Joeyho Tempesta.
Michaeli spolunapsal několik písní Europe. Nejznámější je asi balada "Carrie" z alba The Final Countdown, která se stala největším hitem v USA. Umístila se na třetím místě na Billboard Hot 100.
Po rozpadu Europe v roce 1992 Michaeli nahrával a koncertoval s kapelami jako Brazen Abbot, Last Autumn's Dream a Glenn Hughesem. Také se podílel na několika písních z třetího sólového alba Joeyho Tempesta, které bylo vydáno v roce 2002. Od roku 2003 zase působí s Europe.
Micheali je rozvedený, a teď žije ve Stockholmu. Má tři děti, Marcuse, Mou a Matildu.

## Diskografie
- Europe - The Final Countdown (1986)
- Tone Norum - One of a Kind (1986)
- Europe - Out of This World (1988)
- Europe - Prisoners in Paradise (1991)
- Glenn Hughes - From Now On... (1994)
- Glenn Hughes - Burning Japan Live (1994)
- Brazen Abbot - Live and Learn (1995)
- Brazen Abbot - Eye of the Storm (1996)
- Brains Beat Beauty - First Came Moses, Now This... (1997)
- Brazen Abbot - Bad Religion (1997)
- Thore Skogman - Än Är Det Drag (1998)
- Nikolo Kotzev - Nikolo Kotzev's Nostradamus (2001)
- Brazen Abbot - Guilty as Sin (2003)
- Last Autumn's Dream - Last Autumn's Dream (2003)
- Europe - Start from the Dark (2004)
- Europe - Secret Society (2006)